# Santa-Maria-di-Lota
Santa-Maria-di-Lota é uma comuna francesa na região administrativa de Córsega, no departamento da Alta Córsega. Estende-se por uma área de 13,20 km². 